# Rafaelle Souza
Rafaelle Leone Carvalho Souza, bekannt als Rafaelle Souza oder Rafaelle (* 18. Juni 1991 in Salvador), ist eine brasilianische Fußballnationalspielerin.

## Karriere

### Verein
Während ihres Studiums an der University of Mississippi lief Souza für die dortige Hochschulmannschaft der Ole Miss Rebels auf. Im Januar 2014 wurde sie beim College-Draft der NWSL in der zweiten Runde an Position zehn von der Franchise der Houston Dash unter Vertrag genommen und debütierte dort am 20. April bei einem Auswärtssieg gegen die Boston Breakers als Einwechselspielerin. Nach Saisonende wurde Souza von den Dash freigestellt, spielte kurzzeitig für den São Francisco EC und wurde in der Folge vom amtierenden Meister FC Kansas City unter Vertrag genommen. Noch vor Saisonbeginn 2015 verließ sie den FC Kansas City jedoch wieder, um sich mit der brasilianischen Nationalmannschaft auf die Weltmeisterschaft 2015 vorzubereiten.
2022 wechselte sie zum FC Arsenal. Bei Arsenal blieb sie bis zum Ende der Saison 2022/23.

### Nationalmannschaft
Rafaelle spielte für die brasilianischen Nachwuchsnationalmannschaften in den Altersklassen U-17 und U-20 und nahm mit diesen an der U-17-Weltmeisterschaft 2008 in Neuseeland und an der U-20-Weltmeisterschaft 2010 in Deutschland teil. Bei beiden Turnieren schied Brasilien bereits in der Vorrunde aus und Souza gelang je ein Tor bei drei Einsätzen. Am 11. Dezember 2011 debütierte sie beim Vier-Nationen-Turnier in Brasilien im Spiel gegen Chile in der brasilianischen A-Nationalmannschaft, als sie für Rosana eingewechselt wurde. Ihren zweiten Einsatz hatte sie am 24. März 2012 gegen Kanada und stand dabei in der Startelf, wurde aber ausgewechselt. Danach musste sie bis zum November 2014 auf einen weiteren Einsatz warten. Mit nur vier Länderspielen wurde sie für die WM in Kanada im Juni 2015 nominiert und kam dort in den vier Spielen zum Einsatz. Durch eine 0:1-Niederlage im Achtelfinale gegen Australien schieden die Brasilianerinnen aus. Bei den anschließenden Panamerikanischen Spielen erzielte sie im Halbfinale gegen Mexiko ihre ersten beiden Länderspieltore. Durch einen 4:0-Finalsieg gegen Kolumbien gewann sie ihren ersten Titel mit der Nationalmannschaft. Sie war nun Stammspielerin und gehörte auch zum Kader der bei den Olympischen Spielen 2016 in ihrer Heimat das Spiel um die Bronzemedaille gegen Kanada verlor. Auch bei der erfolgreich abgeschlossenen Copa América der Frauen 2018 kam sie zum Einsatz und qualifizierte sich mit ihrer Mannschaft für die WM in Frankreich. Für die WM wurde sie aber nicht nominiert. Erst im März 2020 kam sie beim Tournoi de France wieder zu einem Einsatz. Die COVID-19-Pandemie machte dann aber bis November 2020 weitere Spiele unmöglich und dann erst wieder ohne Zuschauer. Sie war nun wieder Stammspielerin und nahm mit der Mannschaft auch im Juli 2021 an den wegen der Pandemie um ein Jahr verschobenen Olympischen Spielen 2020 teil, bei der sie aber im Viertelfinale wieder an Kanada – diesmal im Elfmeterschießen – scheiterten. Im Juli 2022 war sie Kapitänin ihrer Mannschaft bei der Copa América der Frauen 2022 und verteidigte mit ihr den Titel. Bereits durch den Finaleinzug hatten sie sich für die WM 2023 qualifiziert, für die sie am 27. Juni 2023 nominiert wurde.
Beim 1:0-Sieg gegen Frankreich im Viertelfinale der Olympischen Spiele 2024 soll sie ihr 100. Länderspiel bestritten haben. Insgesamt bestritt Souza bei den Spielen vier von sechs möglichen Spiele, welche sie ins Finale und zum Gewinn der Silbermedaille führten. Davon stand sie drei Mal in der Startelf.
| Länderspieltore |       |            |             |         |       |          |                          |
| Tor             | Spiel | Datum      | Ort         | Gegner  | Stand | Endstand | Anlass                   |
| #1              | 12    | 22.07.2015 | Hamilton    | Mexiko  | 2:1   | 4:2      | Pan Am 2015              |
| #2              | 12    | 22.07.2015 | Hamilton    | Mexiko  | 4:2   | 4:2      | Pan Am 2015              |
| #3              | 39    | 10.06.2017 | Fuenlabrada | Spanien | 2:1   | 2:1      | Freundschaftsspiel       |
| #4              | 46    | 25.11.2017 | Ovalle      | Chile   | 2:0   | 4:0      | Freundschaftsspiel       |
| #5              | 49    | 07.04.2018 | Coquimbo    | Ecuador | 6:0   | 8:0      | Copa America 2018        |
| #6              | 56    | 27.11.2020 | São Paulo   | Ecuador | 4:0   | 6:0      | Freundschaftsspiel       |
| #7              | 57    | 01.12.2020 | São Paulo   | Ecuador | 4:0   | 8:0      | Freundschaftsspiel       |
| #8              | 57    | 01.12.2020 | São Paulo   | Ecuador | 5:0   | 8:0      | Freundschaftsspiel       |
| #9              | 92    | 27.02.2024 | San Diego   | Panama  | 3:0   | 5:0      | CONCACAF W Gold Cup 2024 |

## Erfolge
Nationalmannschaft
- Panamerika-Meisterin: 2015
- Siegerin der Vier-Nationen-Turniere in Brasilien 2015, 2016
- Siegerin des Vier-Nationen-Turniers in China 2017
- Südamerikameisterin: 2018, 2022
- Silbermedaille bei den Olympischen Spielen: 2024

São Francisco
- Staatsmeisterin von Bahia: 2014

Arsenal Women
- Liga-Pokal-Siegerin: 2022/23